# Witold Chwalewik

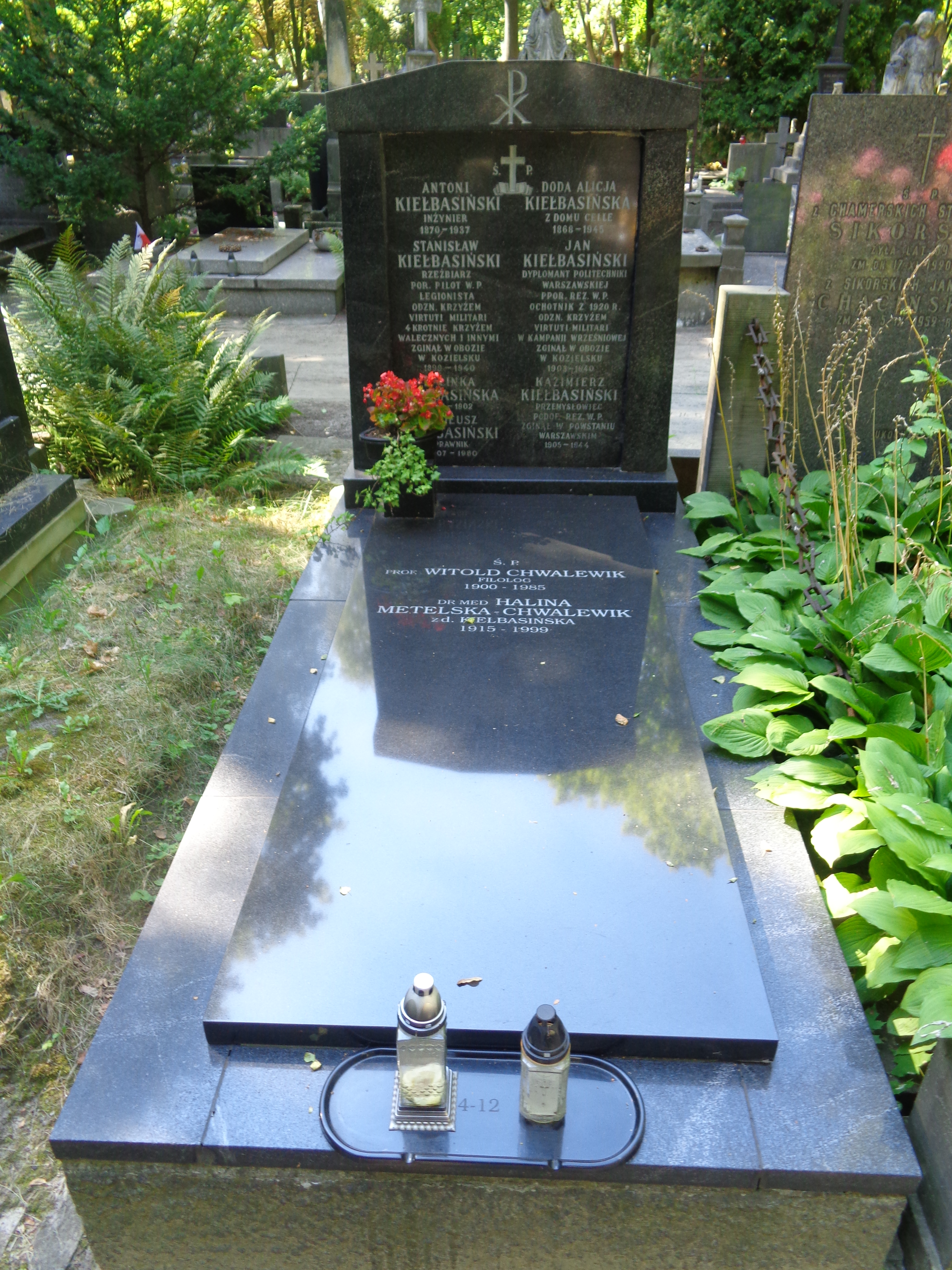
Gró Witolda Chwalewika na Cmentarzu Powązkowskim w Warszawie.

Witold Jerzy Chwalewik (ur. 14 października 1900 w Warszawie, zm. 20 kwietnia 1985 tamże) – polski prawnik, tłumacz literatury angielskiej, szekspirolog, działacz ruchu narodowego.

## Życiorys
Był synem Edwarda Chwalewika i Teodozji z Illewiczów.
W 1918 ukończył Gimnazjum Zamoyskiego w Warszawie, w 1925 studia prawnicze na Uniwersytecie Warszawskim. W okresie studiów działał w Narodowym Zrzeszeniu Młodzieży Akademickiej, był skarbnikiem NZMA (w 1921), redaktorem naczelnym pisma NZMA Głos Akademicki, w 1922 należał do grupy kierowniczej nowo powstałego Związku Akademickiego Młodzież Wszechpolska. W latach 1926–1928 pracował w Warszawie jako aplikant sądowy. W latach 1928–1931 przebywał w Wielkiej Brytanii, gdzie studiował prawo i anglistykę na uniwersytetach w Londynie i Oksfordzie, a także pracował jako asystent w katedrze języka i literatury polskiej School of Slavonic Studies w Londynie. Od 1931 pracował w Prokuratorii Generalnej Rzeczypospolitej Polskiej, w 1934 został po zdaniu egzaminu mianowany jej referendarzem i pracował tam do wybuchu II wojny światowej. W latach 1933–1938 był redaktorem  działu angielskiego Rocznika Literackiego. Był kandydatem do Sejmu w wyborach w 1938 w okręgu nr 13 w Łowiczu. Uzyskał 6072 głosy (najmniej ze wszystkich siedmiu kandydatów w tym okręgu).
Podczas II wojny światowej utrzymywał się z korepetycji, był więziony na Pawiaku (od marca do kwietnia 1940), w sierpniu 1944 został wywieziony do Niemiec, przebywał w Oberhausen. Po wojnie powrócił do Polski, pracował początkowo jako tłumacz w Ministerstwie Spraw Zagranicznych, w latach 1945-1947 był naczelnikiem Zagranicznego Wydziału Prawnego Ministerstwa Żeglugi i Handlu Zagranicznego. W latach 1946–1948 prowadził wykłady zlecone w Szkole Głównej Handlowej, w latach 1949-1951 prowadził lektorat języka angielskiego na Uniwersytecie Warszawskim, w latach 1949-1952 pracował w Katedrze Filologii Angielskiej na Wydziale Humanistycznym Uniwersytetu Mikołaja Kopernika w Toruniu. Od 1951 prowadził zajęcia na Katolickim Uniwersytecie Lubelskim (wykłady i seminaria z literatury amerykańskiej i angielskiej, zajęcia językowe), w 1954 uzyskał tam stopień docenta, jednak nie został on zatwierdzony przez władze państwowe. W kolejnych latach władze KUL-u próbowały mianować go samodzielnym pracownikiem naukowym, pomimo braku doktoratu, jednak nie uzyskały zgody władz państwowych. Od 1966 kierował na KUL studiami literatury porównawczej, w 1967 został profesorem kontraktowym w Katedrze Literatury Porównawczej. Pracował na KUL-u do 1970. W latach 1953–1954 był zastępcą redaktora naczelnego Kwartalnika Neofilologicznego. 
W 1971 obronił w Instytucie Badań Literackich Polskiej Akademii Nauk obronił pracę doktorską Inspiracja polska w twórczości Szekspira napisaną pod kierunkiem Juliana Krzyżanowskiego, w 1973 uzyskał tam stopień doktora habilitowanego na podstawie pracy Studia o Conradzie.
Zajmował się twórczością Szekspira, wydał m.in. przekład filologiczny Hamleta (wyd. 1963, 1975), tłumaczenia Miarki za miarkę (1958), Króla Leara (1964), przygotował do druku i częściowo przetłumaczył Szkice literackie T.S. Eliota (1963). Opublikował m.in. Polska w "Hamlecie" (1956), Z literatury angielskiej. Studia i wrażenia (1969), Szkice szekspirowskie (1983). Przetłumaczył także Zaginiony horyzont Jamesa Hiltona (wyd. 1939), Bajkę o pszczołach Bernarda de Mandeville (wyd. 1958) Pierwszych ludzi na księżycu Herberta George’a Wellsa (wyd. 1959).
Jest pochowany na Cmentarzu Powązkowskim w Warszawie.